# Conchylia interstincta
Conchylia interstincta är en fjärilsart som beskrevs av Louis Beethoven Prout 1923. Conchylia interstincta ingår i släktet Conchylia och familjen mätare. Inga underarter finns listade i Catalogue of Life.